# Eilanden Nieuws
Eilanden Nieuws is een streekblad voor Goeree-Overflakkee. Het redactiekantoor is gevestigd in Sommelsdijk.
De krant verscheen voor het eerst in 1928 als streekblad op gereformeerde grondslag. Sindsdien wordt het blad iedere vrijdag verspreid in een betaalde oplage van 5200 exemplaren en op dinsdag als huis-aan-huisblad in een oplage van 23.700 exemplaren. Het westelijk deel van het eiland telt naar verhouding meer abonnees dan het oostelijk deel. De grootste dichtheid van abonnees bereikt de krant in Ouddorp.